# Tankstelle Skovshoved

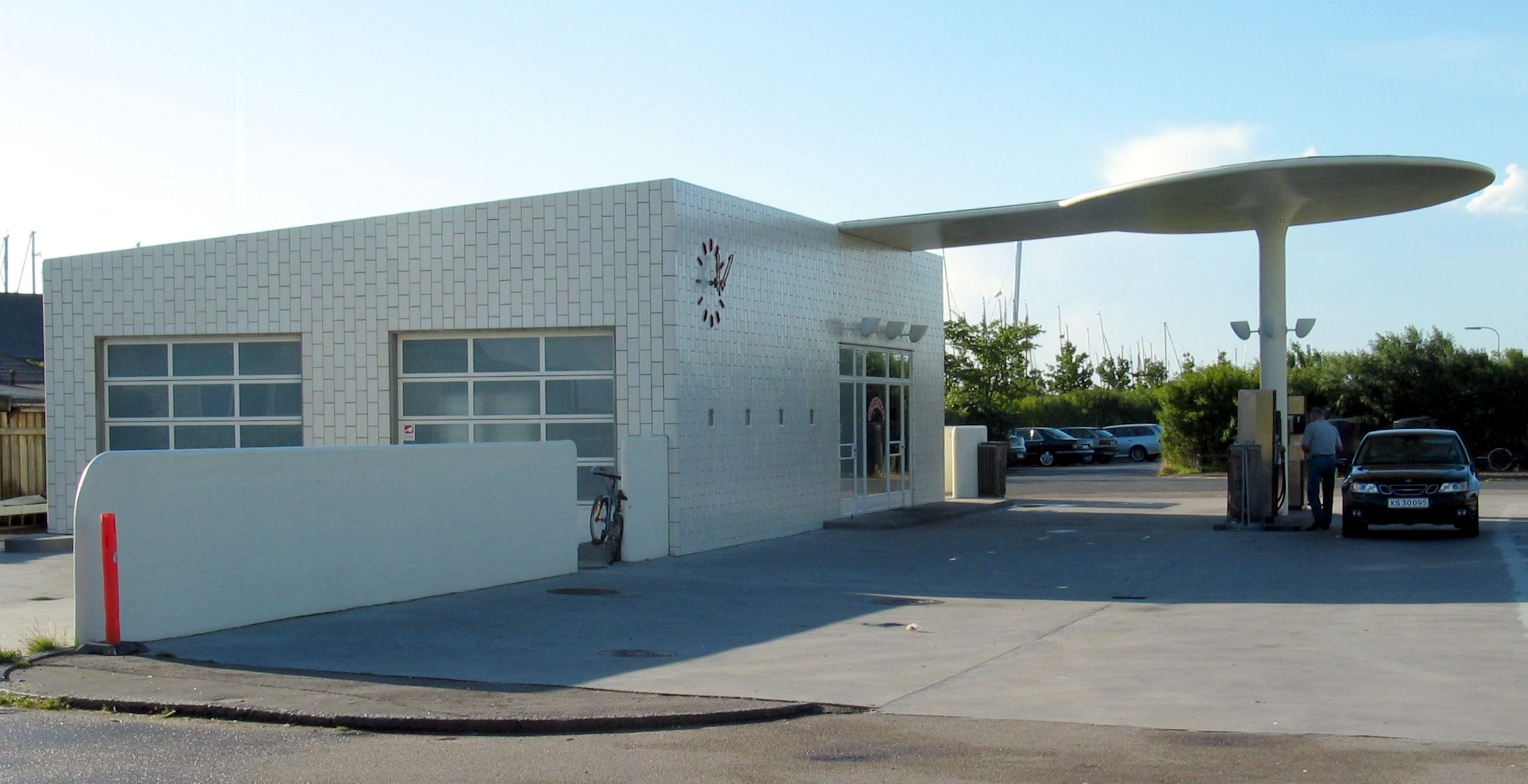
Das Dach fällt nach hinten ab

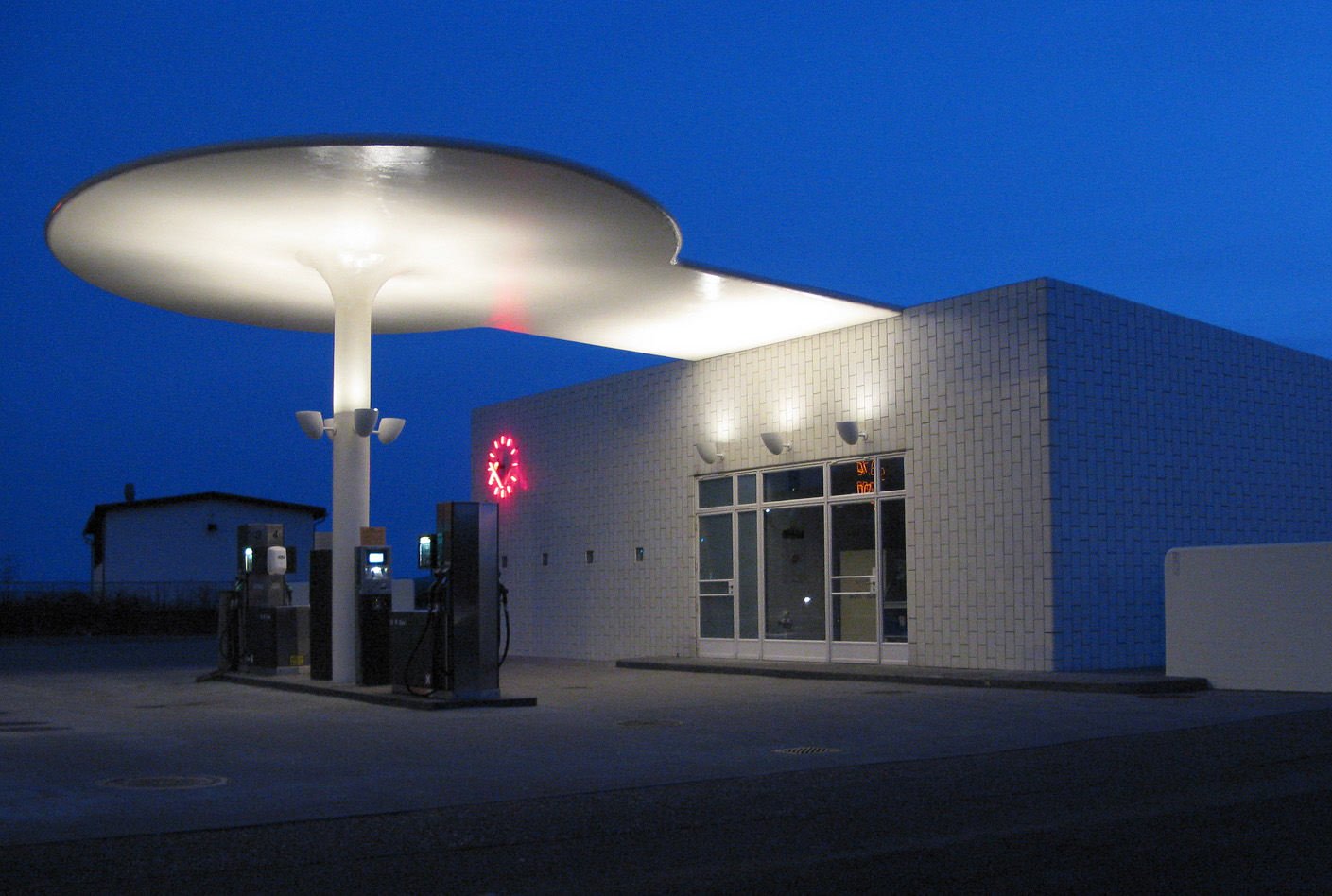
Das indirekt beleuchtete, runde Vordach charakterisiert die Tankstelle bei Nacht

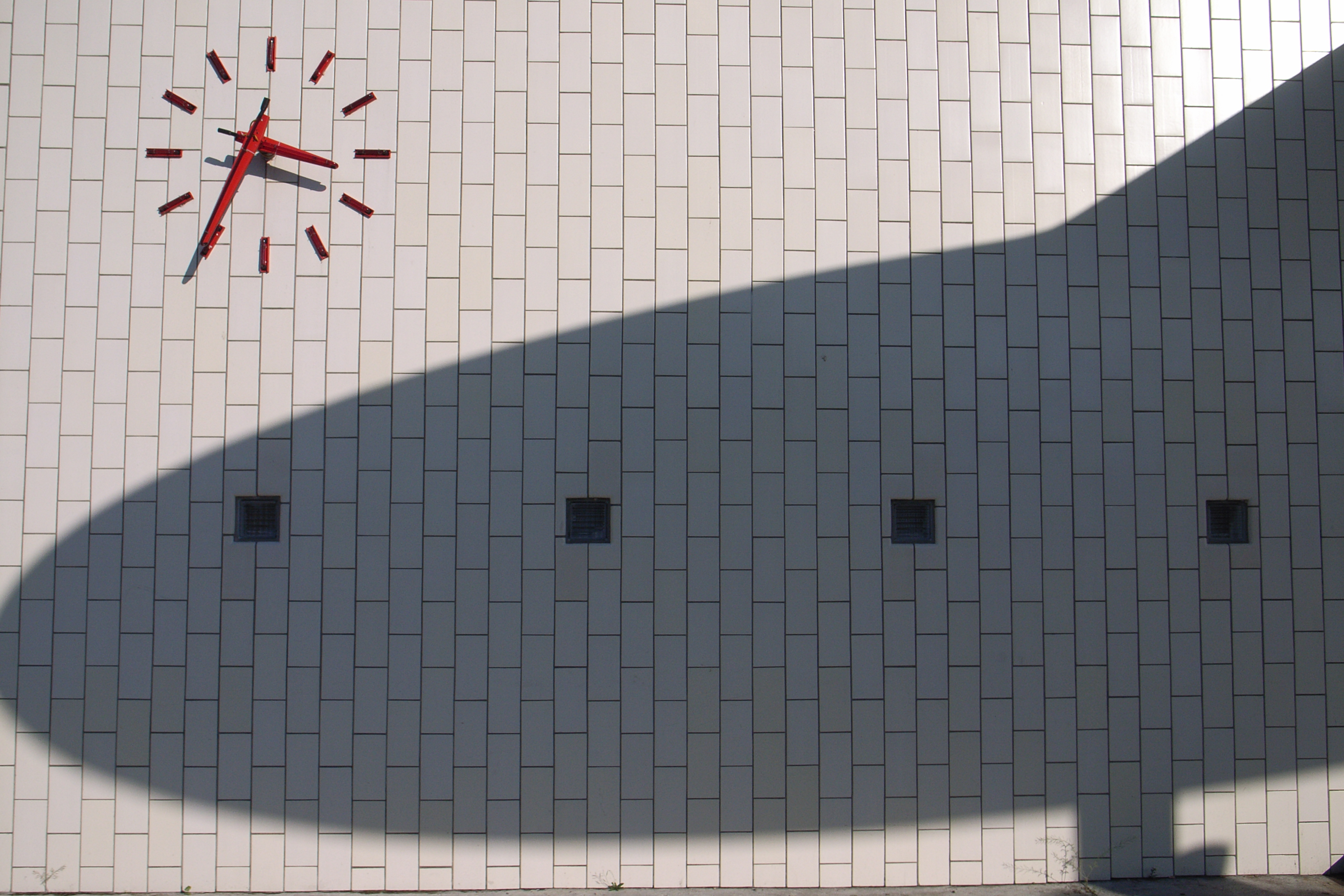
Fassade

Die Tankstelle Skovshoved ist eine historische Tankstelle im nördlich von Kopenhagen gelegenen Küstenort Skovshoved (Kommune Gentofte) am Øresund. Die Tankstelle, die neben dem Hafen des Ortes liegt, wird von der dänischen Tankstellenkette Uno-X betrieben.

## Geschichte
Der dänische Architekt Arne Jacobsen entwarf die Tankstelle im Stil des Funktionalismus 1936 im Auftrag von Texaco. Jacobsen hatte in den Vorjahren im nördlich von der Tankstelle gelegenen Klampenborg an der Bellavista-Siedlung und dem Bellevue Theater gearbeitet. 2003 restaurierte das Architekturbüro Dissing + Weitling – das Büro wurde von Otto Weitling und Hans Dissing, die bei Arne Jacobsen angestellt waren, gegründet – die Tankstelle im Auftrag der Kommune Gentofte. Die Fliesen an der Fassade wurden dabei ersetzt.

## Gestaltung
Der eingeschossige, viereckige Bau ist außen mit weißen Fliesen in vertikaler Ausrichtung verkleidet. An der Nordseite befinden sich zwei Garagentore, durch die Autos in die Werkstatt fahren konnten. Nur die Westseite hat Fenster und Türen, durch die der Kassenbereich betreten wird. Neben der Fensterfront befindet sich an der Fassade eine Uhr, die nachts rot beleuchtet ist und erst später montiert wurde. Das runde, pilzförmige Dach mit einer einzigen Mittelsäule aus Beton ist an seiner Unterseite weiß lackiert und wird von drei Scheinwerfern über dem Zugang des Gebäudes und vier Scheinwerfern an der Mittelsäule angestrahlt. Durch diese Konstruktion wird der Tankbereich indirekt beleuchtet. Das Dach hat an der Straße seinen höchsten Punkt und fällt gleichmäßig zur Rückseite ab.